# جزیره لیتل (استرالیای جنوبی)
جزیره لیتل (به انگلیسی: Little Island) یک منطقهٔ مسکونی در استرالیا است که در Spencer Gulf در استرالیای جنوبی واقع شده‌است.